# Gallizien
Gallizien est une commune autrichienne du district de Völkermarkt en Carinthie.